# Linthouse
Linthouse est un district de Glasgow. Il est situé au sud de la Clyde et jouxte par l'ouest le district de Govan avec lequel il est parfois confondu. 

## Histoire
Linthouse faisait autrefois partie du burgh de Govan mais en a été détaché pour être intégré à la ville de Glasgow en 1901. Finalement, onze ans plus tard, en 1912, c'est la totalité de Govan qui elle-même a été intégrée à Glasgow. Depuis lors, il est assez fréquent (mais erroné) de regrouper sous l'appellation globale de Govan à la fois le district de Govan à proprement parler mais aussi celui de Linthouse.

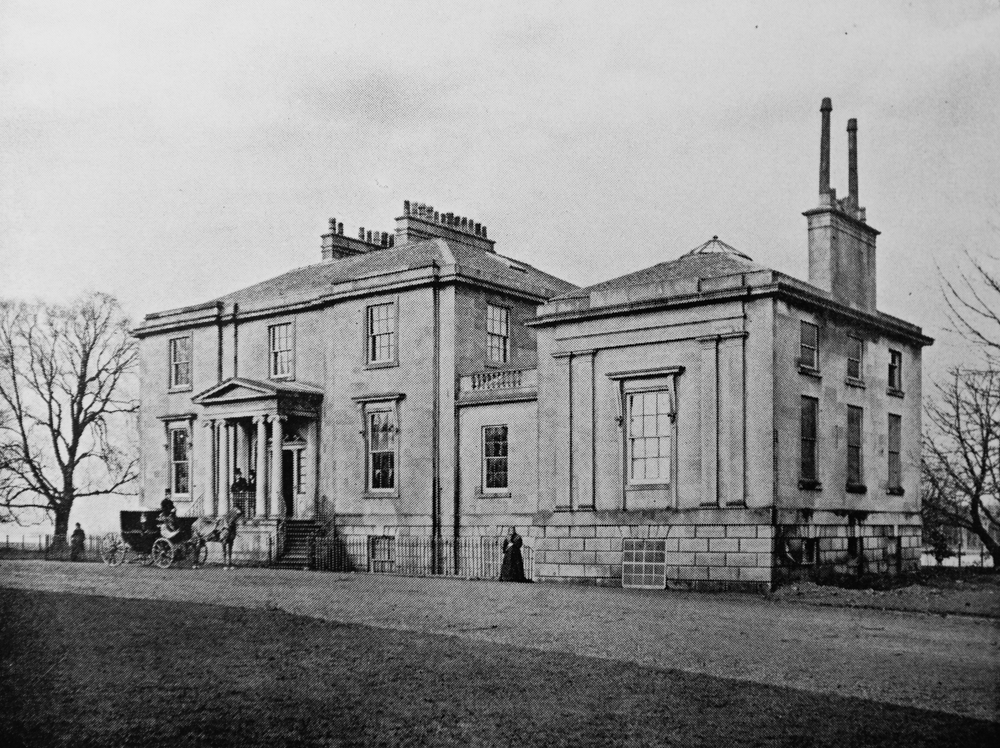
Le manoir de Linthouse en 1869 (démoli en 1915).

Les chantiers navals d'Alexander Stephen and Sons étaient situés à Linthouse jusqu'à leur fermeture en 1971. La Luma Tower (en) est un édifice remarquable situé à Linthouse.
Le tunnel de la Clyde relie Linthouse et Govan au quartier de Whiteinch, en passant sous la Clyde.

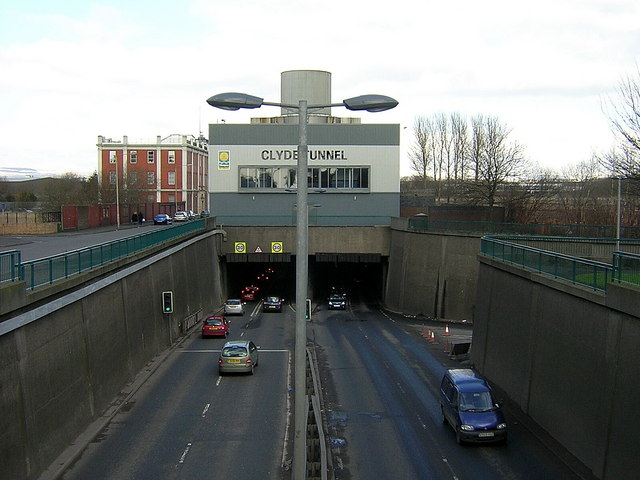
L'entrée du tunnel de la Clyde. Le bâtiment en brique rouge est l'ancien siège des chantiers navals Alexander Stephen and Sons, aujourd'hui reconverti en immeuble de bureaux.

## Sports
Le quartier a abrité le club de football Linthouse Football Club, membre de la Scottish Football League de 1895 à 1900.